# ジー・ネットワークス

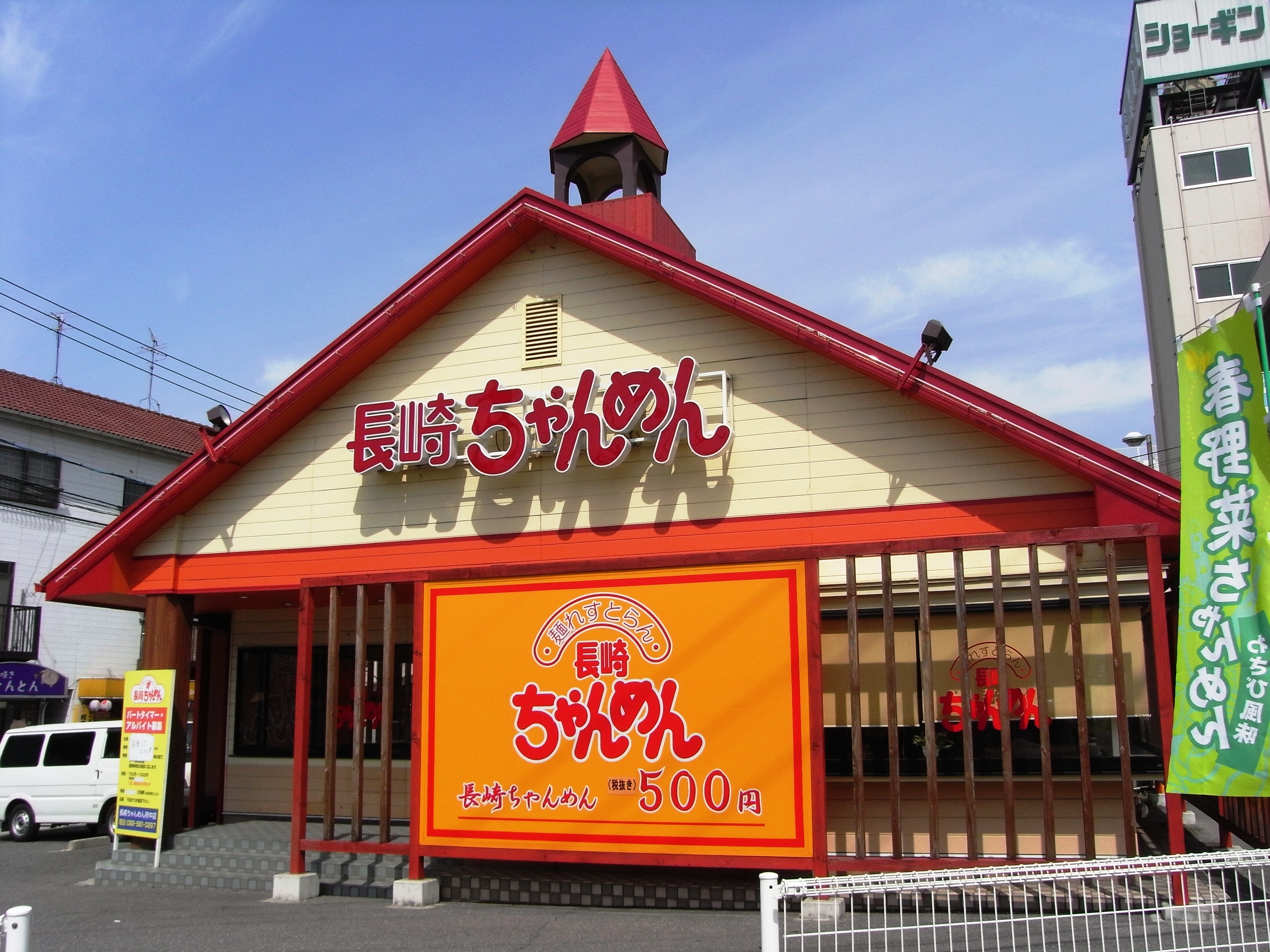
長崎ちゃんめん 広島府中店

株式会社ジー・ネットワークス（英: G.networks Co., Ltd.）は、かつて存在した飲食店チェーン経営会社である。山口県山陽小野田市に本社を置き「おむらいす亭」「長崎ちゃんめん」「敦煌」をはじめとする洋食・中華料理・麺料理レストランなどのブランドで飲食店を展開していた。惣菜や御節料理の注文販売も行っていた。
独立系の飲食店チェーンだったが、2005年（平成17年）にフランチャイズチェーン・学習塾経営のジー・コミュニケーション傘下となり、2013年（平成25年）8月1日に事業を株式会社さかいらと共同新設分割で設立した株式会社クック・オペレーションに譲渡後、法人格はジー・コミュニケーション傘下のジー・テイストに吸収合併され消滅した。「長崎ちゃんめん」事業はジー・テイスト改め焼肉坂井ホールディングスの直営事業となっているが、「敦煌」事業についてはジー・テイストが2018年に子会社「株式会社敦煌」を設立して事業にあたっている。

## 沿革
- 1956年（昭和31年） - 山口県宇部市にて個人営業による飲食店「五平太食堂」を開店。
- 1966年（昭和41年） - 「有限会社レストラン五平太」を設立して法人化（本社は宇部市）。
- 1971年（昭和46年） - 山口県厚狭郡山陽町（現：山陽小野田市）に麺料理レストラン「長崎ちゃんめん」1号店オープン。
- 1973年（昭和48年） - 「株式会社五平太」に組織変更。
- 1974年（昭和49年） - 中華料理「敦煌」1号店オープン。
- 1982年（昭和57年） - 本社及びセントラルキッチンを山口県小野田市（現：山陽小野田市）に移転。
- 1988年（昭和63年） - 社名を「株式会社パオ」に変更。
- 1995年（平成7年） - 広島証券取引所上場。
- 2000年（平成12年） - 広島証券取引所の廃止に伴い東京証券取引所2部に上場替え。
- 2005年（平成17年） - ジー・コミュニケーションと業務提携締結。
- 2006年（平成18年） - 第三者割当増資によりジー・コミュニケーションの子会社となる。「おむらいす亭」等を運営していた株式会社オーズ・インターナショナル（本社:福岡県福岡市博多区）が福岡地方裁判所に民事再生法の適用を申請し倒産したため、同社より全事業を譲受。
- 2007年（平成19年）7月1日 - 社名を「株式会社ジー・ネットワークス」に変更。登記上の本店を兵庫県神戸市中央区に移転（山口の本社は事業統括本部として存続）。
- 2009年（平成21年）7月1日 - 本社・本店を山口本社に再集約。（神戸本社は支店機能となる「神戸オフィス」に変更）
- 2009年（平成21年）12月3日 - 同年11月26日に事業停止（のち破産）したトータルプロシステム株式会社（本社:福岡県福岡市博多区）の「あんにょん」などの商標権を譲り受ける。
- 2011年（平成23年）12月31日 - 発注のあったおせち料理のうち約3,000個分について、具材配置ミスやレーン故障などにより、同日にまで届かず遅配となるトラブルが発生[1][2]。
- 2013年（平成25年）7月29日 - 上場廃止。
- 2013年（平成25年）8月1日 - 株式会社ジー・テイスト・株式会社さかいとともに、直営飲食店舗運営事業を共同新設分割で設立した株式会社クック・オペレーションに承継。同時に株式会社ジー・テイストに吸収合併される。

## 主なチェーン店
- 中国料理敦煌
- 長崎ちゃんめん - ちゃんぽん風中華麺と皿うどんの店。なお、リンガーハットのちゃんぽんチェーンも発足時（1974年（昭和49年））には「長崎ちゃんめん」を名乗っていた。
- カルビ大陸 - 焼肉店
- おむらいす亭 - オムライス専門店。「オーズ・インターナショナル」から承継。
- あんにょん - 石焼ビビンバ